# Stylidium perplexum
Stylidium perplexum är en tvåhjärtbladig växtart som beskrevs av Wege. Stylidium perplexum ingår i släktet Stylidium och familjen Stylidiaceae. Inga underarter finns listade i Catalogue of Life.